# Charles Vermeersch
Charles Vermeersch (Brugge, 3 april 1934 - 8 juni 2010) was een Belgisch ingenieur-architect, stedenbouwkundige en hoogleraar.

## Studies
Charles Leon Joseph Vermeersch studeerde aan de Rijksuniversiteit Gent, waar hij in 1960 de graad van burgerlijk ingenieur-architect behaalde. In 1965 behaalde hij een licentiaatsdiploma in de Stedenbouw en de Ruimtelijke Ordening aan de Katholieke Universiteit Leuven. In 1976 ten slotte promoveerde hij tot doctor in de Stedenbouw en Ruimtelijke Ordening met een proefschrift getiteld: De structuurplanning als type ruimtelijke planning - een geldig alternatief?.

## Beroepsloopbaan
Charles Vermeersch begon zijn beroepsloopbaan als hoofd van de technische dienst van de stad Blankenberge (1961-1966). Van 1966 tot 1978 was hij medewerker van de West-Vlaamse Intercommunale voor Technisch Advies en Bijstand (WITAB). Hij verleende ook medewerking aan het Studiebureau voor Economische Expansie (Studex) bij het ontwerpen van de gewestplannen voor de regio's Veurne-Westkust en Ieper-Poperinge.
In 1979 maakte hij de overstap naar de universiteit en werd hij directeur-diensthoofd van de Dienst Stedenbouw en Planologie van de Faculteit Toegepaste Wetenschappen van de Universiteit Gent. In 1985 volgde zijn benoeming tot gewoon hoogleraar in de Stedenbouw en de Ruimtelijke Ordening. Daarnaast doceerde hij aan het Interfacultair Centrum voor Stedenbouw en Ruimtelijke Ordening van de Universiteit Gent, en gaf hij postuniversitaire cursussen in de Stedenbouw aan de universiteiten van Gent en Leuven. Hij nam in 1988 het initiatief tot de vernieuwing van de opleiding burgerlijk ingenieur-architect aan de Universiteit Gent. Hij was voorzitter van de Vakgroep Architectuur & Stedenbouw van de Universiteit Gent van 1980 tot 1998. In 1999 ging hij op emeritaat.

## Ruimtelijk Structuurplan Vlaanderen
Als deskundige op het gebied van stedenbouw en ruimtelijke ordening ontving hij diverse opdrachten van de Vlaamse overheid. Zo schreef hij al in 1981 een studie over sociale stadsvernieuwing en structuurplanning. Zijn belangrijkste opdracht in dat verband vervulde hij in 1992-1996, toen hij samen met zijn Leuvense collega prof. Louis Albrechts door toenmalig Vlaams minister van Openbare Werken Theo Kelchtermans belast werd met de voorbereiding van het Ruimtelijk Structuurplan Vlaanderen. Samen met een zogeheten plangroep, op basis van gerichte studies en na ruim overleg met betrokken instanties en vertegenwoordigers van belangenorganisaties, stelden Albrechts en Vermeersch als politiek onafhankelijke experts een ontwerp van gewenste ruimtelijke structuur in Vlaanderen op. Hun eindrapport leverden zij in februari 1995 af. Dit leidde uiteindelijk tot de afkondiging op 17 december 1997 van het Decreet op het Ruimtelijk Structuurplan Vlaanderen. Albrechts en Vermeersch worden dan ook wel de "vaders van het Ruimtelijk Structuurplan Vlaanderen" genoemd.

## Werkgroepen en adviesraden
Vermeersch was lid van talrijke werkgroepen, adviesraden en commissies op het gebied van de stedenbouw en de ruimtelijke ordening. In juni 2002 werd hij de eerste voorzitter van de toen pas opgerichte Provinciale Commissie Ruimtelijke Ordening (Procoro) van West-Vlaanderen. Bij zijn afscheid als voorzitter in juli 2008 publiceerde hij in een beperkte oplage een boekje met kritische bedenkingen over de structuurplanning in Vlaanderen.

## Leerstoel
Na zijn emeritaat heeft de Vakgroep Architectuur en Stedenbouw van de Universiteit Gent gedurende enige tijd een leerstoel gecreëerd die naar Charles Vermeersch vernoemd was, en die elk jaar door een andere binnen- of buitenlandse autoriteit op het gebied van architectuur of stedenbouw werd bekleed. Achtereenvolgens waren dit: Bob Van Reeth, Wim Cuyvers, Willem Jan Neutelings, Luc Deleu en Xaveer de Geyter.
- International Standard Name Identifier: 0000 0000 2177 3310
- Library of Congress Control Number: n78013481
- Nederlandse Thesaurus van Auteursnamen: 072160535
- Virtual International Authority File: 89921761
- WorldCat: E39PBJtRJ4gmQYXPYKK9xDFh73